# Seznam angleških kemikov
Seznam angleških kemikov.

## A
- Edward Abraham (1913 – 1999)
- Arthur Aikin (1773 – 1854)
- Francis William Aston (1877 – 1945)  1922

## B
- Derek Harold Richard Barton (1918 – 1998)
- Robert Boyle (1627 – 1691)
- William Thomas Brande (1788 – 1866)
- George Brownlee (1911 – 2010) (farmakolog)

## C
- William Crookes (1832 – 1919)

## D
- John Dalton (1766 – 1744)
- Humphry Davy (1778 – 1829)
- John Frederic Daniell (1790 – 1845)
- Henry Deacon (1822 – 1876)

## F
- Michael Faraday (1791 – 1867)
- Michael Ellis Fisher (1931 – 2021)
- John Ambrose Fleming (1849 – 1945)
- Edward Frankland (1825 – 1899)
- Rosalind Franklin (1920 – 1958)

## G
- William Sealy Gosset (1876 – 1937)
- Frederick Guthrie (1833 – 1886)

## H
- Arthur Harden (1865 – 1940)  1929
- Charles Hatchett (1765 – 1847)
- Norman Haworth (1883 – 1950)  1937
- William Henry (1775 – 1836)
- Robin Hill (1899 – 1991)
- Cyril Norman Hinshelwood (1897 – 1967)  1956
- Dorothy Crowfoot Hodgkin (1910 – 1994)  1964

## K
- Alexander Kellas (1868 – 1921) (Škot)
- John Kendrew (1917 – 1997)  1962
- John Kidd (1775 – 1851)
- Harold Walter Kroto (1939 – 2016)  1996

## L
- William Lewis (1708 – 1781)
- Martin Lowry (1874 – 1936)

## M
- Archer John Porter Martin (1910 – 2002)  1952
- Peter D. Mitchell (1920 – 1992)  1978

## N
- Ronald George Wreyford Norrish (1897 – 1978)
- Joseph Needham (1900 – 1995) (biokemik)

## O
- William Odling (1829 – 1921)

## P
- Sir William Henry Perkin (1838 – 1907)
- Max Ferdinand Perutz (1914 – 2002)  1962
- Michael Polanyi (1891 – 1976)
- John Polanyi (1929 –)  1986
- John Pople (1925 – 2004)  1998
- George Porter (1920 – 2002)
- Joseph Priestley (1733 – 1804)
- William Prout (1785 – 1850)

## R
- Robert Robinson (1886 – 1975)  1947
- Robert S. de Ropp (1913 – 1987)
- Henry Enfield Roscoe (1833 – 1915)
- Warren de la Rue (1815 – 1889)

## S
- Frederick Sanger (1918 – 2013)  1958, 1980 (2 x !)
- Norman Sheppard (1921 – 2015)
- Nevil Sidgwick (1873 – 1952)
- Frederick Soddy (1877 – 1956)  1921
- Joseph Wilson Swan (1828 – 1914)
- Richard Laurence Millington Synge (1914 – 1994)  1952

## T
- Smithson Tennant (1761 – 1815)
- (Margaret Thatcher)
- Morris Travers (1872 – 1961)
- Grenville Turner (1936 – 2016)

## V
- John Robert Vane (1927 – 2004)

## W
- John E. Walker (1941 – )
- Geoffrey Wilkinson (1921 – 1996)  1973
- Robert Joseph Paton Williams (1926 – 2015)
- Alexander William Williamson (1824 – 1904)
- Gregory Winter (molekularni biolog, nobelovec )
- William Hyde Wollaston (1766 – 1828)